# Yoav Ziv
Yoav David Ziv (in ebraico יואב זיו‎?; Hadera, 16 marzo 1981) è un ex calciatore israeliano, difensore.

## Palmarès
- Ligat ha'Al: 3
  - 2006-07 (con il Beitar Gerusalemme); 2007-08 (con il Maccabi Haifa); 2012-13 (con il Maccabi Tel Aviv)
- Coppa d'Israele: 1
  - 2007-08 (con il Beitar Gerusalemme)